# Erich Zugmayer

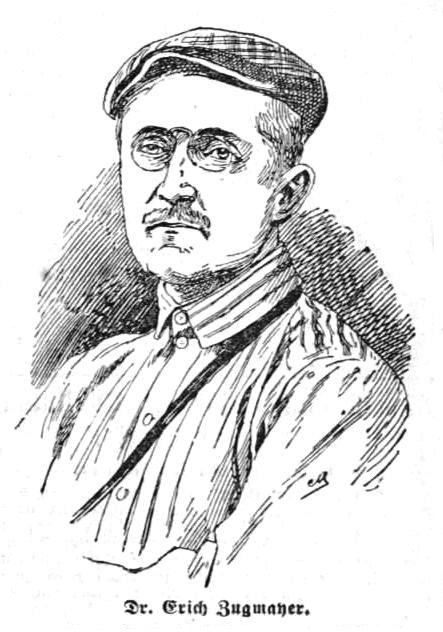
Erich Zugmayer

Erich Johann Georg Zugmayer (* 16. Mai 1879 in Wien; † 12. Februar 1938 ebenda) war ein österreichischer Zoologe und Forschungsreisender.

## Biographie
Er wurde als Sohn des Fabrikbesitzers und Paläontologen Heinrich Zugmayer und von Emilie Hoffmann geboren.
Ursprünglich zum Eintritt in die Firma seines Vaters bestimmt, absolvierte er sechs Klassen eines achtklassigen humanistischen Staatsgymnasiums und dann einen dreijährigen Kurs der Wiener Handelsakademie. Nach einjährigem kaufmännischem Praktikum in London studierte er Zoologie, Geologie und Geographie an der Universität Heidelberg. 
Zugmayer unternahm eine Reihe von Forschungsreisen: 1899 Norwegen, Lappland, 1902 Island, 1905 Kaukasien und 1906 Turkestan, Nordwest-Tibet und Kaschmir. Ab 1911 hielt er sich in Baluchistan in Persien auf. Nach dem Beginn des Ersten Weltkriegs gab es mehrere deutsche Operationen in Persien. Zugmayer organisierte Angriffe von bewaffneten Gruppen auf Einrichtungen der Anglo-Persian Oil Company. Er erreichte im Juli 1915 Kerman, um seinen Auftrag auszuführen.
Seit 1908 war er Titularprofessor und Abteilungsleiter an der Zoologischen Staatssammlung München. 
Erich Zugmayer ist Erstbeschreiber der Schuppenlosen Drachenfische Bathophilus vaillanti (ZUGMAYER 1911), Leptostomias gladiator (ZUGMAYER 1911) und Photonectes braueri (ZUGMAYER 1913).

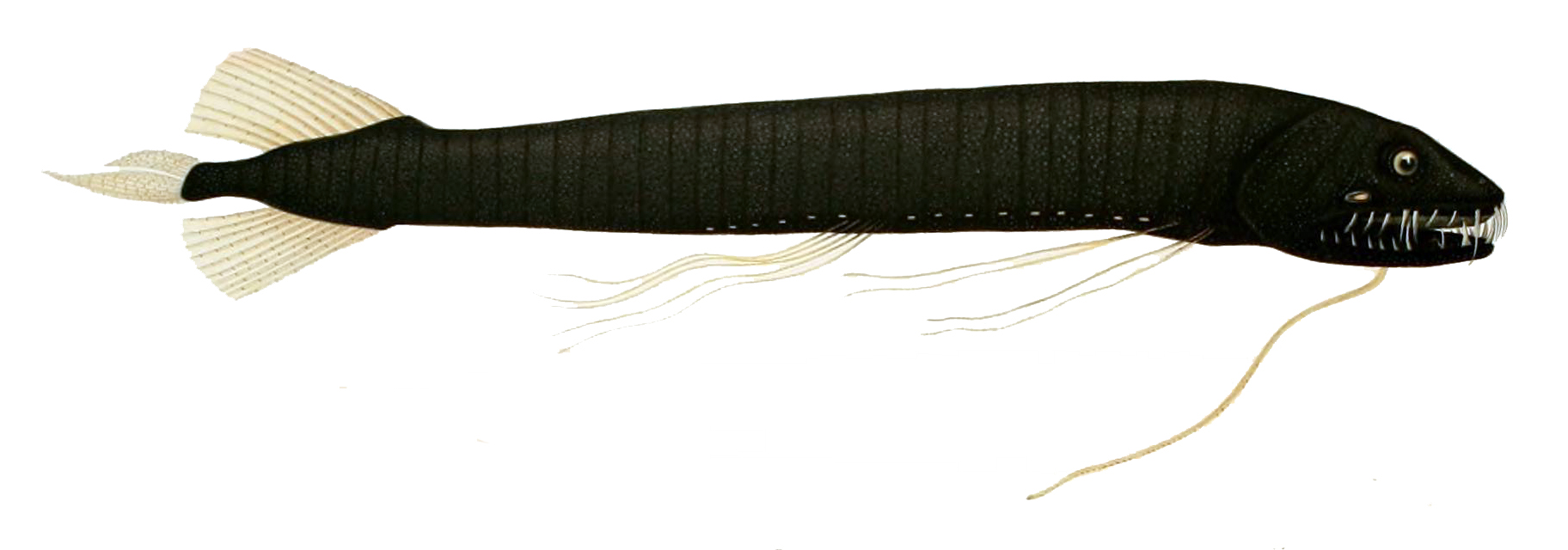
Bathophilus vaillanti (ZUGMAYER 1911)

Zugmayer starb in der Nacht vom 12. zum 13. Februar 1938 in Wien.

## Schriften
- Eine Reise durch Island im Jahre 1902. Wien: Verlag von Adolph v. A.W. Künast, 1903
- Über Sinnesorgane an den Tentakeln des Genus Cardium. Inaug. Dissertation. Leipzig: W. Engelmann, 1904
- Über Sinnesorgane an den Tentakeln des Genus Cardium. Zeitschrift für wissenschaftliche Zoologie 76 (3), S. 478–508, 1904
- Eine Reise durch Vorderasien im Jahre 1904. Wien: Verlag Dietrich Reimer, 1905
- Beiträge zur Herpetologie von Vorder-Asien. Zoologische Jahrbücher 26, S. 449–486, 1906
- Eine Reise durch Zentralasien im Jahre 1906. Berlin: Verlag Dietrich Reimer, 1908
- Bericht über eine Reise in Westtibet. Geographische Mitteilungen 7, S. 145–151, 1909
- Beiträge zur Herpetologie von Zentral-Asien. Zoologische Jahrbücher 27, S. 481–508, 1909
- Beiträge zur Ichthyologie von Zentral-Asien. Zoologische Jahrbücher 29 (3/4), S. 275–298, 1910
- Das afghanische Bahnprojekt. Deutsche Rundschau für Geographie 33 (3), S. 118–123, 1910/1911
- Poissons provenant des campagnes du yacht „PRINCESSE-ALICE“ (1901–1910). Résultats des campagnes scientifiques accomplies sur son yacht par Albert Ier, prince souverain de Monaco 35, 1911
- Diagnoses de poissons nouveaux provenant des campagnes du yacht „Princesse-Alice“ (1901 à 1910). Bulletin de l′Institut océanographique de Monaco 193, S. 1–14, 1911
- Über meine Reise in Baludschistan. Mitteilungen der Geographischen Gesellschaft in München 7 (1), S. 302–303, 1912
- Eight new fishes from Baluchistan. Annals and Magazine of Natural History Series 8, 10 (60), S. 595–599, 1912 doi:10.1080/00222931208693276
- On a new genus of Cyprinoid fishes from high Asia. Annals and Magazine of Natural History Series 8, 9 (54), S. 682, 1912 doi:10.1080/00222931208693184
- Diagnoses des Stomiatides nouveaux provenant des campagnes du yacht „Hirondelle II“ (1911 et 1912) (avec un tableau de determination). Bulletin de l'Institut océanographique de Monaco 253, 1913
- Le crâne de Gastrostomus bairdi Gill et Ryder Bulletin de l'Institut océanographique de Monaco 254, 1913
- Wissenschaftliche Ergebnisse der Reise von Dr. Erich Zugmayer in Balutschistan 1911. Die Fische von Balutschistan. Mit einleitenden Bemerkungen über die Fauna des Landes. Abhandlungen der königlich Bayerischen Akademie der Wissenschaften (mathematisch-physikalische Klasse) 26 (6), S. 1–35, 1913
- Balutschistan (vorläufige Ergebnisse einer Reise im Jahre 1911). Mitteilungen der Geographischen Gesellschaft in München 8 (1), S. 40–48, 1913
- Diagnoses de quelques poissons nouveaux provenant des campagnes du vacht Hirondelle II (1911–1913). Bulletin de l′Institut océanographique de Monaco 288, 1914
- „Groß-Sibirien“. „Mongolien oder Hochasien“. In: Ewald Banse (Hrsg.): Illustrierte Länderkunde. Braunschweig: Westermann, 1914 S. 87–120
- Deutschland im Kaukasus. Zwischen Kaukasus und Sinai: Jahrbuch des Bundes der Asienkämpfer 2, S. 23–47, 1921